# أودي كيو 4 إي-ترون
أودي كيو 4 إي-ترون هي سيارة كروس أوفر كهربائية من إنتاج شركة أودي. بدأ إنتاج السيارة في مارس 2021.